# مناف السائحي
مناف السائحي (1968 - 12 أغسطس 2021)، هو ناشر جزائري مدير منشورات "السائحي"، وهو ابن الشاعر الكبير محمد الأخضر السائحي الذي ورث عنه حب الأدب والتاريخ والمعرفة وكان سببا في ولوجه عالم النشر في 2001.
مناف السائحي من مواليد عام 1968 في مدينة الجزائر العاصمة.

## وفاته
توفي يوم الخميس بالجزائر العاصمة عن عمر ناهز 53 عاما متأثرا بتداعيات فيروس كورونا.

## من أعماله
وتصدر منشورات "السائحي"، العضوة بالمنظمة الوطنية لناشري الكتب، مؤلفاتها في مجال الأدب والتاريخ والقانون والعلوم السياسية بالإضافة إلى أدب الطفل مع عناية خاصة بأعمال رواد الأدب والتاريخ في الجزائر من أمثال محمد بن أبي شنب والبشير الإبراهيمي ومحمد الهادي السنوسي الزاهري.